# San Bernardo Luserna Calcio Femminile
La Società Sportiva Dilettantistica San Bernardo Luserna Calcio Femminile, indicata anche come San Bernardo Luserna Calcio per ragioni di sponsorizzazione o più semplicemente come Luserna, è una società sportiva dilettantistica a responsabilità limitata italiana di calcio femminile dilettantistico con sede a Luserna San Giovanni, già sezione femminile dell'omonimo club. Ha disputato due campionati consecutivi in Serie A.

## Storia
Nel 2010 la dirigenza dell'U.S.D. Luserna Calcio decide di creare una sezione di calcio femminile da affiancare all'attività del tradizionale calcio maschile per soddisfare le prospettive di atlete ed appassionati nel promuovere questo sport nel territorio.
L'iscrizione della squadra al campionato di Serie D organizzato dalla sezione piemontese della Lega Nazionale Dilettanti (LND) avviene per la stagione 2010-2011, attingendo a gran parte della rosa del Settimo, società che pur avendo vinto la stagione precedente di Serie C regionale non riuscì ad evitare lo scioglimento. La squadra, guidata dal capitano Carofalo, riesce alla sua prima stagione ad agguantare la promozione in Serie C conquistando anche la Coppa Piemonte.
Per la stagione 2011-2012 la squadra è affidata al mister Elisa Miniati, ex Serie A con presenze in Nazionale, confermandosi squadra competitiva ottenendo un buon terzo posto in campionato e un secondo posto in Coppa Piemonte.
Le prestazioni offerte dall'organico convincono la società a investire in un consolidamento della squadra, inserendo per la stagione entrante alcuni acquisti di atlete provenienti da categorie superiori e avviando il settore giovanile femminile con una formazione Under-19 che oltre a partecipare al Campionato Primavera è iscritta alla Serie D regionale in qualità di "fuori classifica". La stagione 2012-2013 vede la prima squadra inizialmente affidata al tecnico Ezio D'Herin, sostituito in panchina dall'ex giocatrice Elena Piano dopo qualche giornata, la quale, coadiuvata da Chelo Tomasin e dalla ex Azzurra Tatiana Zorri, riesce a bissare il terzo posto della stagione precedente e a raggiungere le semifinali della Coppa Piemonte.
Nell'estate 2013 la direzione, convinta della bontà del proprio organico, grazie alla riforma del campionato italiano femminile di calcio decide di inoltrare richiesta di ripescaggio per l'iscrizione alla stagione 2013-2014 alla Serie B, ridivenuta secondo livello dopo la soppressione dell'A2. Ottenuta l'iscrizione al Girone A, la squadra, affidata a Tatiana Zorri, affronta una stagione sempre nelle posizioni di vertice, rimanendo in prima posizione per gran parte del girone di ritorno fino alla penultima giornata, vedendo sfumare la promozione per il superamento del Cuneo San Rocco il 4 maggio 2014, alla tredicesima ed ultima giornata di ritorno, nella partita vinta dalle biancorosse in casa per 1 a 0.
La stagione 2014-2015 si ripropone su alti livelli, dove l'unica società in grado di competerle è l'Alba già protagonista della passata stagione. Al termine del campionato l'impresa stavolta riesce, conquistando la prima posizione con 69 punti, 4 in più dell'inseguitrice Alba, con 22 vittorie, 3 pareggi ed una sola sconfitta su 26 incontri disputati, ed un ruolino di 92 reti realizzate, 27 delle quali dal bomber Erika Moretti, e 15 subite.
Durante l'estate, sotto la spinta dello sviluppo del calcio femminile in Italia voluta dalla FIGC, viene annunciata una collaborazione tra la Juventus Football Club e il Luserna per la gestione di una formazione Under-12 da parte della società bianconera. Viene inoltre annunciata il cambio societario da associazione sportiva dilettantistica a società sportiva dilettantistica a responsabilità limitata integrando nella ragione sociale il marchio dello sponsor principale, l'acqua minerale San Bernardo controllata dal gruppo Sanpellegrino.
Per la stagione 2016-2017 la società ha comunicato che le partite interne si sarebbero giocate al campo 2, in erba sintetica, del Centro Sportivo "Don Mosso" di Venaria Reale.

## Palmarès
- Campionato italiano di Serie B: 1

2014-2015